# Ламбда сонда
Ламбда сонда је мјерни уређај којим се одређује однос ваздуха и горива у издувним гасовима. Мјерење се заснива на одређивању количине преосталог кисеоника.
Информација о количини издувних гасова бива прослијеђена рачунару који подешава мјешавину у циљу потпунијег сагоријевања.
Мјешавина ваздуха и горива се обично подешава на однос 14,7:1.
Прва ламбда сонда је направљена у Robert Bosch GmbH 1976.